# Romina Demetz
Romina Demetz (* 28. Januar 1980 in Brixen, Südtirol) ist eine ehemalige italienische Biathletin.
Romina Demetz gab ihr internationales Debüt bei den Biathlon-Juniorenweltmeisterschaften 1998 in Jericho und Valcartier, wo sie im Sprint zum Einsatz kam und 30. wurde. 1999 bestritt sie in Ruhpolding ihre ersten Rennen im Biathlon-Weltcup und wurde 76. des Sprints und beendete an der Seite von Michela Ponza, Nathalie Santer und Siegrid Pallhuber das Staffelrennen nicht. In Antholz erreichte sie mit der Staffel in derselben Zusammensetzung mit Rang acht erstmals eine Platzierung unter den besten Zehn und erreichte mit Platz 58 im Sprint ihr bestes Karriere-Ergebnis in einem Einzelrennen. Damit qualifizierte sie sich auch das einzige Mal für ein Verfolgungsrennen im Weltcup, trat jedoch zu diesem Rennen nicht an. 1999 startete sie in Pokljuka erneut bei den Junioren-Weltmeisterschaften und kam nun in allen vier Rennen zum Einsatz. Im Einzel wurde die Italienerin 31., im Sprint 21., im Verfolgungsrennen 24. sowie mit Michela Ponza und Dominique Vallet im Staffelrennen Fünfte. In Hochfilzen nahm sie ein Jahr später zum dritten und letzten Mal an Junioren-Weltmeisterschaften teil. Im Einzel wurde sie 40., 19. des Sprints, 14. der Verfolgung sowie mit Katja Haller und Fabienne Vittaz Staffel-Neunte. Von 1999 bis 2002 kam Demetz zu keinen weiteren Einsätzen im Weltcup, sie wurde vorrangig in der zweiten Liga des Biathlonsports, dem Biathlon-Europacup eingesetzt. In der Saison 2000/01 wurde sie in der Gesamtwertung des Wettbewerbs Zehnte. In der Saison nahm sie auch an den Biathlon-Europameisterschaften 2001 in Haute-Maurienne teil, es waren die ersten internationalen Meisterschaften bei den Frauen. Im Einzel lief sie auf den 27., im Sprint auf den 42. und im Verfolger auf den 36. Platz. Ein Jahr später wurde sie in Kontiolahti 24. des Einzels, 31. des Sprints und 37. im Verfolgungsrennen.
Zum Auftakt der Saison 2002/03 folgte wieder ein Einsatz im Weltcup, bei dem Demetz als 62. eines Sprints in Östersund ihr zweitbestes Einzelergebnis im Weltcup erreichte. Sie lief weiterhin vor allem im Europacup und erreichte 2003 in Forni Avoltri als Viertplatzierte eines Sprints ihr bestes Ergebnis in der Rennserie, das sie im weiteren Saisonverlauf in Gurnigel wiederholen konnte. Biathlon-Europameisterschaften 2003 in Forni Avoltri wurde die Italienerin 16. des Einzels, 34. des Sprints und 34. der Verfolgung. Mit Siegrid Pallhuber, Katja Haller und Leda Abati wurde sie zudem Achte im Staffelrennen. Nach guten Saisonleistungen wurde Demetz auch erstmals für die Biathlon-Weltmeisterschaften 2003 in Chanty-Mansijsk nominiert. Bei den Welttitelkämpfen in Sibirien wurde sie 63. des Einzels und mit Michela Ponza, Nathalie Santer und Saskia Santer 12. im Staffelrennen. Im weiteren Jahresverlauf nahm Demetz auch an den Sommerbiathlon-Weltmeisterschaften 2003 in Forni Avoltri teil, wo sie mit Maryke Ciaramidaro, Katja Haller und Dominique Vallet mit Bronze im Staffelrennen ihre einzige Medaille bei einem internationalen Großereignis gewinnen konnte. 2004 waren die Europameisterschaften in Minsk die einzige internationale Meisterschaft. Demetz wurde in Weißrussland 30. des Einzels, 26. des Sprints und 12. der Verfolgung. Die Saison 2004/05 war die einzige, in der Demetz in erster Linie im Weltcup eingesetzt wurde. Zum Auftakt der Saison in Beitostølen erreichte sie an der Seite von Michela Ponza, Saskia Santer und Katja Haller mit Rang sechs ihr bestes Staffelresultat. Letzter Höhepunkt wurden die Biathlon-Weltmeisterschaften 2005 in Hochfilzen. Sie kam einzig im Einzel zum Einsatz, das sie als 81. beendete.

## Weltcupstatistik
Die Tabelle zeigt alle Platzierungen (je nach Austragungsjahr einschließlich Olympische Spiele und Weltmeisterschaften).
- 1.–3. Platz: Anzahl der Podiumsplatzierungen
- Top 10: Anzahl der Platzierungen unter den ersten zehn (einschließlich Podium)
- Punkteränge: Anzahl der Platzierungen innerhalb der Punkteränge (einschließlich Podium und Top 10)
- Starts: Anzahl gelaufener Rennen in der jeweiligen Disziplin

| Platzierung         | Einzel | Sprint | Verfolgung | Massenstart | Staffel | Gesamt |
| ------------------- | ------ | ------ | ---------- | ----------- | ------- | ------ |
| 1. Platz            |        |        |            |             |         |        |
| 2. Platz            |        |        |            |             |         |        |
| 3. Platz            |        |        |            |             |         |        |
| Top 10              |        |        |            |             | 2       | 2      |
| Punkteränge         |        |        |            |             | 4       | 4      |
| Starts              | 6      | 8      |            |             | 5       | 19     |
| Stand: Karriereende |        |        |            |             |         |        |